# NGC 3115
NGC 3115 o Galaxia de Spindle es una galaxia lenticular en la constelación de Sextans a 32 millones de años luz de distancia. Fue descubierta el 22 de febrero de 1787 por el astrónomo William Herschel.
NGC 3115 es la cuarta galaxia donde se ha encontrado un agujero negro supermasivo. Fue uno de los primeros descubiertos por ser excepcionalmente masivo en comparación con el resto de la galaxia. Está suficientemente cerca para poder ver los efectos del agujero negro sobre estrellas cercanas. La rápida rotación y grandes velocidades aleatorias de estrellas vecinas permiten estimar la masa del agujero negro de NGC 3115 en aproximadamente mil millones de veces la masa solar.
NGC 3115 es varias veces mayor que la Vía Láctea. La mayoría de las estrellas son viejas y hay poco gas para que se formen estrellas nuevas. Ello también implica que hay poca materia para alimentar el agujero negro, por lo que no existe un disco de gas brillante rodeándolo. Sin embargo, al comienzo de la historia de la galaxia, puede que entraran en el agujero grandes cantidades de gas, generando un cuásar.